# Żleb Zaremby (Dolina Cicha Liptowska)

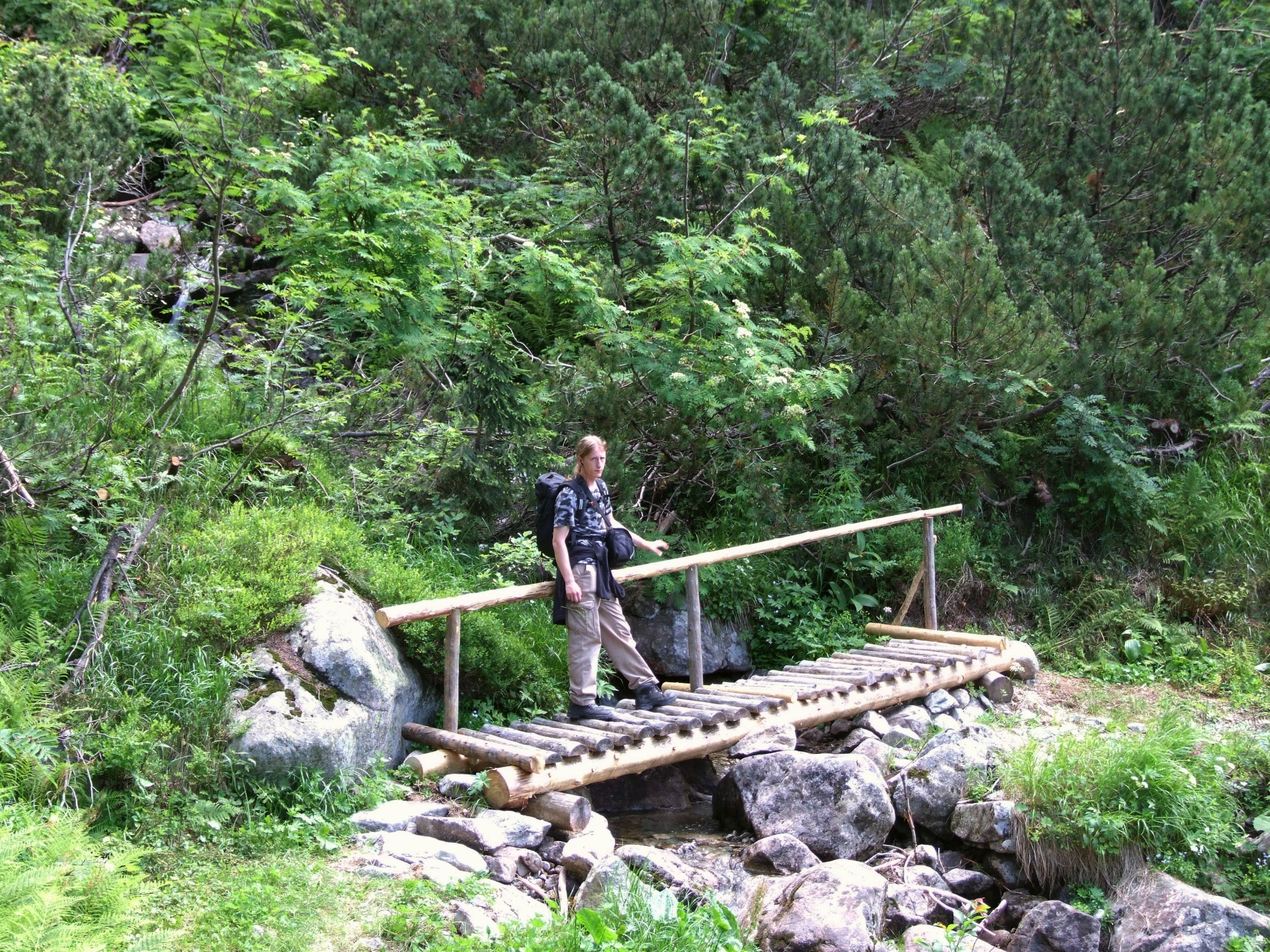
Mostek na potoku spływającym Żlebem Zaremby

Żleb Zaremby – żleb w Dolinie Cichej Liptowskiej w słowackich Tatrach Zachodnich. Opada z południowo-zachodnich stoków Skrajnej Turni. Jego obramowanie tworzą dwie północno-zachodnie grzędy tego szczytu. W połowie długości stoku Żleb Zaremby łączy się ze żlebem spod Liliowego i obydwa opadają w postaci olbrzymiej depresji zarastającej młodnikiem. Ma ona szerokość około 200 m. W zachodniej części tej depresji spływa niewielki potok. Jego koryto i żleb spod Liliowego tworzą granicę między Tatrami Zachodnimi i Wysokimi. Tak więc Żleb Zaremby znajduje się już w Tatrach Wysokich, ale jego wspólne z żlebem spod Liliowego ujście już na granicy tych pasm górskich.